# Games People Play
«Games People Play» — песня американского автора-исполнителя Джо Саута, написанная им в 1968 году и вошедшая в дебютный альбом Introspect. Год спустя второй альбом Саута был назван в честь этой песни (которая в него включена не была). Также в 1969 году сингл «Games People Play», выпущенный компанией Capitol Records (#2248), поднялся до #12 в списке Billboard Hot 100 (#6 — UK Singles Chart, #7 — Canadian Pop Charts) и обеспечил автору Grammy в номинации «Лучшая песня года».

## История создания
Считается, что источником вдохновения для Саута явилась книга доктора Эрика Берна «Игры, в которые играют люди», выпущенная в 1964 году и посвященная «игровому» аспекту человеческого общения.

### Текст песни
«Games People Play» классифицируется как песня протеста: в ней представлен сатирический взгляд на современное общество и его граждан, которые — «Не думают, что говорят, не говорят, что думают» (англ. Never meaning what they say now, never saying what they mean) и коротают часы в своих «башнях из слоновой кости», ожидая, когда же их увезут, заваленных цветами, в кузове чёрного лимузина (англ. And they wile away the hours In their ivory towers Till they’re covered up with flowers In the back of a black limousine). В песне говорится также об ущербности человеческих отношений, когда каждый склонен винить кого угодно, но не себя. Но её основная мишень — религия и псевдорелигиозные культы:
Сначала автор упоминает тех, кто распевают «glory halleluyah», пытаясь говорить от имени Бога:

Вот они, идут, поют Glory Halleluyah и надеются вдолбить в тебя всё это — от имени Господа. Они научат тебя медитировать, читать гороскоп, обманут тебя в твоей вере и <переправят> далее в преисподнюю, исполненного ненавистью: давай же, присоединяйся к ним!… Оригинальный текст (англ.)People walking up to you, singing Glory Halleluyah, and they hope to sock it to you in the name of the Lord. They're gonna teach you how to meditate Read your horoscope, cheat your faith  And further more to hell with hate  Come on and get on board... 
В финале песни содержится — сначала просьба, обращенная к Богу о даровании умиротворения («… чтобы вспомнить, кто я есть» — англ. God grant me the serenity to remember who I am) и, наконец, — критическая реплика в адрес самого Бога, который «променял здравомыслие на гордыню и тщеславие» (англ. ...God, you've given up your sanity For your pride and your vanity) отвернувшись от человечества, которое ему безразлично (англ. Turn your back on humanity And you don't give a da…<…mn>)

### Музыкальные влияния
В числе музыкальных первоисточников, легших в основу мелодической части аранжировки специалистами называлась традиционная каджун-песня «Tit Galop Pour Mamou», исполнявшаяся, в числе прочих, группой Balfa Brothers (Balfas' Play Traditional Cajun Music LP).
Джо Вильоне (Allmusic) напоминает тем, кто «аплодировал водянистым гитарным звукам Винни Белла в теме Midnight Cowboy», что Джо Саут продемонстрировал тот же тип звучания на девять месяцев раньше. Он обнаруживает здесь, кроме того, определённые сходства с «But You Know I Love You», песней Кенни Роджерса того же времени, отмечая, что  аранжировка Саута более экспериментальна и носит новаторский характер. Рецензент Allmusic обращает внимание также на «уникальную работу перкуссии», которая идеально сливается с бэк-вокалом, оттеняя вокальную партию, выдержанную в традициях соул и кантри.
Сочетание органной и скрипичной партий в срединной части, как предполагал певец Баззи Линхарт, возможно, было «подобрано» Саутом в ходе его сессионной работы с Бобом Диланом (Blonde on Blonde), 1966).

## Видео
- Games People Play, Joe South, 1969